# 네리스강

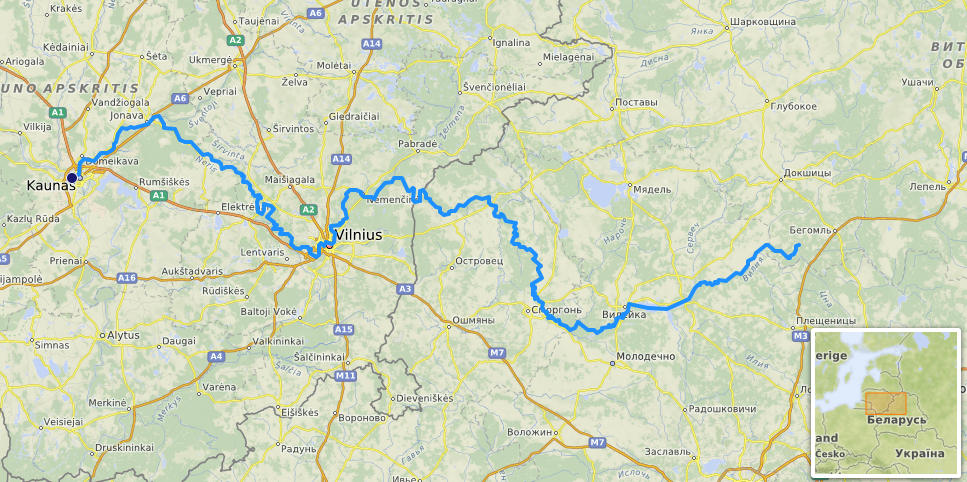
네리스강 지도

네리스강(리투아니아어: Neris)은 벨라루스에서 발원하여 리투아니아를 흐르는 강으로, 네만강의 지류이다. 빌리야강(벨라루스어: Ві́лія, Viliya)이라고도 한다.